# Храм Истинного Единства

Лунхушань, Храм Истинного Единства

Лунхушань, Храм Истинного Единства

Храм Истинного Единства (正一观, Чжэнъи-гуан) — даосский храм у подножья  горы Лунхушань (кит. упр. 龙虎山, пиньинь Lónghǔ Shān, палл. Лунхушань, Горы Дракона и Тигра) вниз по реке Луси, в 5 км от города Шанцин.  Находится в 20 км к югу от города Интань в провинции Цзянси, автобусом можно доехать до деревни в 1 км по другую сторону моста, добраться можно также на плотах по реке. Это один из центральных храмов Школы Небесных Наставников, храм получил название по имени Школы Истинного Единства (正一道), в которую преобразовалась Школа Небесных Наставников в позднее время.

Лунхушань, Храм Истинного Единства

Территория храма вместе со всем комплексом Лунхушань является составной частью ландшафтного парка Данься, признанного в 2010 году объектом Всемирного Наследия ЮНЕСКО.

## История
В этом месте основатель даосизма Чжан Даолин выплавлял эликсир бессмертия. Чжан Шэн, четвёртый Небесный Наставник, в последние годы династии Хань построил этот храм, который раньше назывался Храмом Небесных Наставников, позднее храмом Яньфа. В современном виде храм был достроен во время династии Мин, название Храм Истинного Единства дал ему император.

## Состав комплекса
В состав комплекса входит Главный храм, Храм Нефритового Императора (Юйхуан Шанди), Храм Сюаньтань, церемониальные ворота, колокольная башня, барабанная башни, колодец с посеребрённой целебной водой. Весь комплекс занимает площадь около 10000  кв. м.
В настоящее время храм находится под управлением даосской общины, к храму съезжаются паломники со всего Китая и туристы. Храм находится на территории геологического заповедника Лунхушань.